# Красная и синяя таблетки

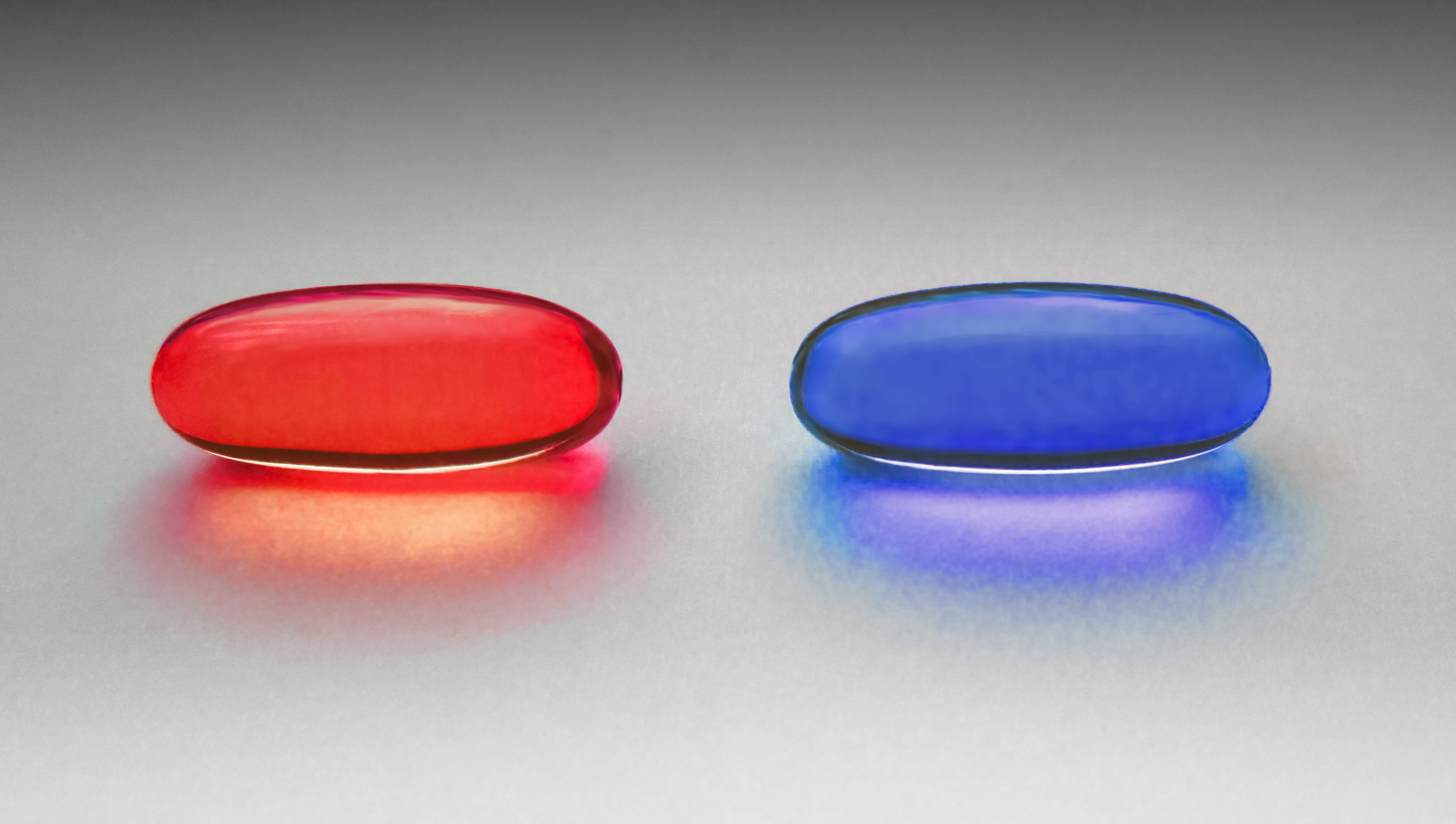
Красная и синяя таблетки

Красная таблетка и её противоположность, синяя таблетка — популярные символы выбора между мучительной правдой реальности (красная таблетка) и блаженной ложью иллюзии (синяя).
Эти термины, популяризованные в культуре научной фантастики, происходят из фильма «Матрица» (1999). Главному персонажу фильма, Нео, предлагают выбор между красной и синей таблеткой. Синяя таблетка позволит остаться в искусственно созданной реальности Матрицы, то есть жить «неизвестностью иллюзии», тогда как красная таблетка приведёт к бегству из Матрицы в реальный мир, то есть в «правдивую реальность», несмотря на то что это более жестокая, сложная жизнь.
Сцена выбора таблетки была также воспроизведена в компьютерной игре The Matrix: Path of Neo (2005), причём актёры вернулись к озвучиванию своих персонажей.

## Анализ
Рассел Блэкфорд в своём эссе говорит о красной и синей таблетках и задаётся вопросом: если бы человек был полностью информирован о последствиях, выбрал ли бы он красную таблетку и реальный мир. Нео и другой персонаж, Сайфер, выбрали красную таблетку, но потом последний пожалел об этом, сказав, что если бы Морфеус полностью поведал о последствиях, то он бы сказал «засунуть эту красную таблетку себе в задницу». Когда Сайфер впоследствии заключает сделку с машинами, чтобы вернуться в Матрицу и забыть всё, что он узнал, то он говорит: «Счастье в неведении». Блэкфорд и писатель-фантаст Джеймс Патрик Келли считают, что «Матрица» подтасовывает карты против машин и их виртуального мира.
В Matrix Warrior: Being the One Джек Хорсли сравнил красную таблетку с ЛСД, ссылаясь на сцену, где Нео формирует свой собственный мир за пределами Матрицы. Хорсли также говорит, что синяя таблетка вызывает привыкание, создавая непрерывный ряд решений вопроса об этом выборе. Он описывает синюю таблетку как обычное дело, при этом утверждая, что красная таблетка является единственной в своём роде и что кто-то обыкновенный не сможет даже найти её. Таблетки именно этих цветов изображены на обложке книги.

## Режиссёрская интерпретация
Одна из создательниц и режиссёров «Матрицы» Лилли Вачовски подтвердила догадки фанатов о том, что данный фильм является метафорой на трансгендерную идентичность. При этом приём «красной таблетки», помогающей увидеть истину, является отсылкой к гормональной терапии.